# Douglas Luiz
Douglas Luiz Soares de Paulo (Rio de Janeiro, 9 maggio 1998) è un calciatore brasiliano, centrocampista del Nottingham Forest e della nazionale brasiliana.

## Biografia
Ha avuto una relazione con la collega Alisha Lehmann, giocatrice del Como.

## Caratteristiche tecniche
Di ruolo centrocampista, dispone di buona tecnica e ottima fisicità. Nei primi anni di carriera ha giocato come mediano, dimostrandosi abile nel proteggere la difesa e nell'impostare il gioco. Forte nei contrasti, la sua capacità negli inserimenti (affinatasi all'Aston Villa sotto la guida di Unai Emery) lo rende un abile finalizzatore. Si distingue anche per essere un buon rigorista.

## Carriera

### Club

#### Gli inizi, Vasco da Gama
Entra a far parte del settore giovanile del Vasco da Gama all'età di quattordici anni, venendo convocato per la prima volta in prima squadra nel 2016. Debutta nei professionisti il 27 agosto 2016 nella sfida di campionato, subentrando nel pareggio per 2-2 contro il Tupi. Quattro giorni dopo segna anche la sua prima rete nei professionisti nella sua prima gara da titolare persa per 2-1 contro il Vila Nova. Diventa titolare nelle partite a seguire concludendo la stagione con 15 presenze totali e 2 reti oltre alla promozione in Série A. Nella stagione seguente colleziona 24 presenze e 3 reti.

#### Manchester City e prestito al Girona
Il 15 luglio 2017 viene ufficializzato il suo passaggio a titolo definitivo agli inglesi del Manchester City per 12 milioni di euro. Il 1º agosto dello stesso anno viene girato in prestito al Girona, militante nella Liga. Debutta con gli spagnoli il 26 agosto successivo subentrando nella seconda gara di campionato vinta per 1-0 contro il Malaga. Fa la sua prima presenza da titolare il 23 settembre seguente nella sconfitta casalinga per 3-0 contro il Barcellona. Questa sarà la sua unica presenza da titolare durante la stagione in campionato, oltre a due in Coppa del Re, totalizzando nel corso della stagione 15 presenze. Il 31 agosto 2018 viene rinnovato il suo prestito al Girona per un altro anno. In questa stagione ottiene molto più minutaggio e presenze, nonostante alcuni infortuni, collezionando 29 presenze senza reti né assist. Conclude così la sua esperienza spagnola con 46 presenze.

#### Aston Villa
Il 25 luglio 2019 viene ceduto per quindici milioni di sterline agli inglesi dell'Aston Villa, militanti in Premier League. Debutta con i Villans il 10 agosto successivo subentrando nella prima giornata di campionato persa per 3-1 contro il Tottenham. Nella partita successiva persa 2-1 contro il Bournemouth, esordisce a titolare e segna anche la sua prima rete con la nuova maglia. Diventato da subito titolare, va nuovamente a segno nella vittoria per 5-1 del 5 ottobre ai danni del Norwich City. Conclude la sua prima stagione con 42 presenze e 3 reti, giocando anche la sua prima finale in carriera, ovvero quella di EFL Cup persa 2-1 contro il Manchester City. Nella due stagioni successive si conferma una pedina molto importante per la squadra.
Nella stagione successiva, ottiene una qualificazione europea concludendo il campionato in settima posizione, che mancava all'Aston Villa da ben dodici stagioni oltre a totalizzare 7 gol e 6 assist in 40 partite. Il 23 agosto 2023 esordisce nelle competizioni europee, nell'andata dello spareggio di Conference League vinto per 5-0 contro l'Hibernian, dove mette anche a segno la sua prima rete. Nella gara di ritorno, vinta per 3-0 indossa per la prima volta la fascia di capitano dell'Aston Villa. Il 22 ottobre seguente realizza la sua prima doppietta in carriera nella vittoria per 4-1 contro il West Ham Utd. Il 24 febbraio 2024 segna la sua decima rete stagionale, nuovamente una doppietta nella vittoria per 4-2 contro il Nottingham Forest. Il 14 marzo successivo realizza una doppietta di assist nella gara di ottavi di finale di ritorno vinto per 4-0 contro l'Ajax, raggiungendo quota 10 anche in questa statistica.

#### Juventus
Il 30 giugno 2024, Douglas Luiz viene acquistato a titolo definitivo dalla Juventus per 50 milioni di euro, oltre a oneri accessori pari a 1,5 milioni; l'operazione di mercato si conclude contestualmente alle cessioni di Samuel Iling-Junior ed Enzo Barrenechea all'Aston Villa: i trasferimenti incrociati dei tre giocatori, pur restando operazioni sostanzialmente distinte, prevedono un conguaglio monetario di 28 milioni di euro in favore del club inglese. Il 19 agosto fa il suo esordio in bianconero in occasione della partita interna contro il Como, subentrando nella ripresa a Manuel Locatelli. Il 17 settembre esordisce anche in UEFA Champions League, nella sfida vinta per 3-1 sul PSV, subentrando a un quarto d'ora dal termine a Weston McKennie.

### Nazionale

#### Nazionali giovanili e olimpica

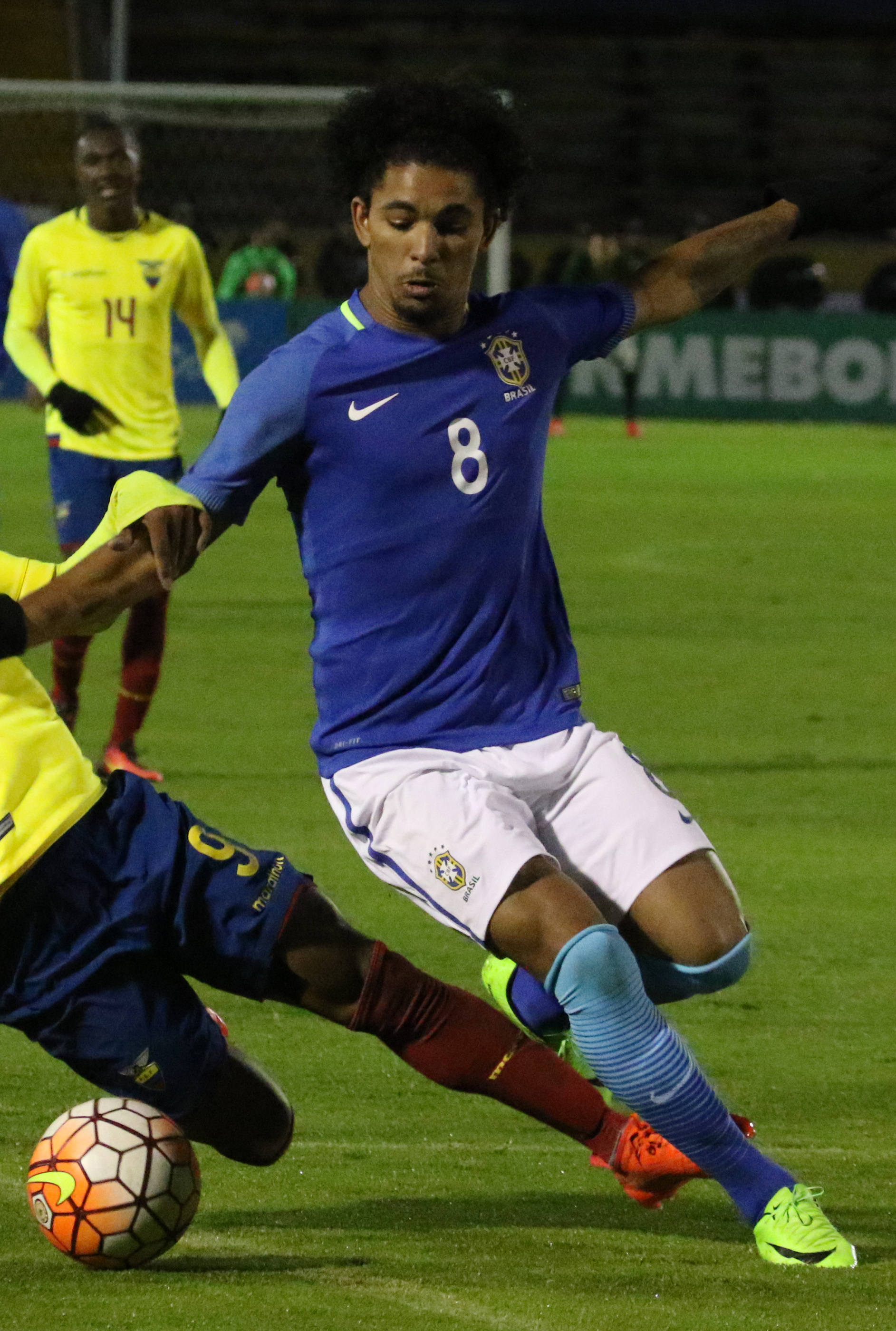
Douglas Luiz con la nazionale Under-20 nel 2017

Viene convocato per la prima volta con la nazionale Under-20 nel 2016, esordendo nella sfida amichevole del 12 ottobre vinta per 3-0 contro l'Ecuador. Ad inizio 2017 partecipa al campionato sudamericano Under-20, dove gioca cinque partite su nove disputate totali.
Nell'estate del 2019 partecipa al Torneo di Tolone, dove esordisce il 2 giugno da capitano nella vittoria per 4-0 contro il Guatemala Under-23. Scende poi in campo anche nella finale vinta per 6-5 ai tiri di rigore contro il Giappone Under-23, dove segna anche il suo tentativo dal dischetto.
Nel 2021 viene convocato con la nazionale olimpica per prendere parte al torneo di Tokyo 2020. Esordisce nella prima gara del girone contro la Germania, vinta per 4-2. Nella partita successiva contro la Costa d'Avorio rimedia un cartellino rosso dopo 14 minuti. Al rientro, gioca da titolare anche le gare dei quarti contro l'Egitto (1-0), la semifinale contro il Messico vinta ai rigori e la finale, battendo la Spagna ai tempi supplementari per 2-1.

#### Nazionale maggiore
Il 19 novembre 2019 fa il suo esordio con la nazionale maggiore, nell'amichevole vinta per 3-0 contro la Corea del Sud ad Abu Dhabi. Il 10 ottobre 2020 fa il suo debutto da titolare con la Seleção nella vittoria per 5-0 contro la Bolivia valida per le qualificazioni CONMEBOL al campionato del mondo 2022. Nel 2021 viene convocato per la Copa América dove gioca la terza gara del girone pareggiata 1-1 contro l'Ecuador e subentra nella semifinale vinta per 1-0 contro il Perù.
Dopo un'assenza di due anni, torna ad essere convocato nel novembre del 2023 dove disputa le gare di qualificazioni CONMEBOL al campionato del mondo 2026 contro Colombia e Argentina, entrambe perse.

## Statistiche

### Presenze e reti nei club
Statistiche aggiornate al 18 giugno 2025.
| Stagione             | Squadra              | Campionato           | Campionato | Campionato | Coppe nazionali | Coppe nazionali | Coppe nazionali | Coppe continentali | Coppe continentali | Coppe continentali | Altre coppe | Altre coppe | Altre coppe | Totale | Totale |
| Stagione             | Squadra              | Comp                 | Pres       | Reti       | Comp            | Pres            | Reti            | Comp               | Pres               | Reti               | Comp        | Pres        | Reti        | Pres   | Reti   |
| -------------------- | -------------------- | -------------------- | ---------- | ---------- | --------------- | --------------- | --------------- | ------------------ | ------------------ | ------------------ | ----------- | ----------- | ----------- | ------ | ------ |
| 2016                 | Vasco da Gama        | PD/RJ+B              | 0+14       | 0+2        | CB              | 1               | 0               | -                  | -                  | -                  | -           | -           | -           | 15     | 2      |
| gen.-lug. 2017       | Vasco da Gama        | PD/RJ+A              | 10+11      | 2+1        | CB              | 3               | 0               | -                  | -                  | -                  | -           | -           | -           | 24     | 3      |
| Totale Vasco da Gama | Totale Vasco da Gama | Totale Vasco da Gama | 10+25      | 2+3        |                 | 4               | 0               |                    | -                  | -                  |             | -           | -           | 39     | 5      |
| 2017-2018            | Girona               | PD                   | 15         | 0          | CR              | 2               | 0               | -                  | -                  | -                  | -           | -           | -           | 17     | 0      |
| 2018-2019            | Girona               | PD                   | 23         | 0          | CR              | 6               | 0               | -                  | -                  | -                  | -           | -           | -           | 29     | 0      |
| Totale Girona        | Totale Girona        | Totale Girona        | 38         | 0          |                 | 8               | 0               |                    | -                  | -                  |             | -           | -           | 46     | 0      |
| 2019-2020            | Aston Villa          | PL                   | 36         | 3          | FACup+CdL       | 0+6             | 0               | -                  | -                  | -                  | -           | -           | -           | 42     | 3      |
| 2020-2021            | Aston Villa          | PL                   | 33         | 0          | FACup+CdL       | 1+0             | 0               | -                  | -                  | -                  | -           | -           | -           | 34     | 0      |
| 2021-2022            | Aston Villa          | PL                   | 34         | 2          | FACup+CdL       | 1+0             | 0               | -                  | -                  | -                  | -           | -           | -           | 35     | 2      |
| 2022-2023            | Aston Villa          | PL                   | 37         | 6          | FACup+CdL       | 1+2             | 0+1             | -                  | -                  | -                  | -           | -           | -           | 40     | 7      |
| 2023-2024            | Aston Villa          | PL                   | 35         | 9          | FACup+CdL       | 3+1             | 0               | UECL               | 14                 | 1                  | -           | -           | -           | 53     | 10     |
| Totale Aston Villa   | Totale Aston Villa   | Totale Aston Villa   | 175        | 20         |                 | 15              | 1               |                    | 14                 | 1                  |             | -           | -           | 204    | 22     |
| 2024-2025            | Juventus             | A                    | 19         | 0          | CI              | 0               | 0               | UCL                | 6                  | 0                  | SI+Cmc      | 1+1         | 0           | 27     | 0      |
| Totale carriera      | Totale carriera      | Totale carriera      | 267        | 25         |                 | 27              | 1               |                    | 20                 | 1                  |             | 2           | 0           | 316    | 27     |

### Cronologia presenze e reti in nazionale
| Cronologia completa delle presenze e delle reti in nazionale ― Brasile | Cronologia completa delle presenze e delle reti in nazionale ― Brasile | Cronologia completa delle presenze e delle reti in nazionale ― Brasile | Cronologia completa delle presenze e delle reti in nazionale ― Brasile | Cronologia completa delle presenze e delle reti in nazionale ― Brasile | Cronologia completa delle presenze e delle reti in nazionale ― Brasile | Cronologia completa delle presenze e delle reti in nazionale ― Brasile | Cronologia completa delle presenze e delle reti in nazionale ― Brasile |
| Data                                                                   | Città                                                                  | In casa                                                                | Risultato                                                              | Ospiti                                                                 | Competizione                                                           | Reti                                                                   | Note                                                                   |
| ---------------------------------------------------------------------- | ---------------------------------------------------------------------- | ---------------------------------------------------------------------- | ---------------------------------------------------------------------- | ---------------------------------------------------------------------- | ---------------------------------------------------------------------- | ---------------------------------------------------------------------- | ---------------------------------------------------------------------- |
| 19-11-2019                                                             | Abu Dhabi                                                              | Brasile                                                                | 3 – 0                                                                  | Corea del Sud                                                          | Amichevole                                                             | -                                                                      | 80’                                                                    |
| 9-10-2020                                                              | San Paolo                                                              | Brasile                                                                | 5 – 0                                                                  | Bolivia                                                                | Qual. Mondiali 2022                                                    | -                                                                      |                                                                        |
| 13-10-2020                                                             | Lima                                                                   | Perù                                                                   | 2 – 4                                                                  | Brasile                                                                | Qual. Mondiali 2022                                                    | -                                                                      |                                                                        |
| 13-11-2020                                                             | San Paolo                                                              | Brasile                                                                | 1 – 0                                                                  | Venezuela                                                              | Qual. Mondiali 2022                                                    | -                                                                      | 30’                                                                    |
| 17-11-2020                                                             | Montevideo                                                             | Uruguay                                                                | 0 – 2                                                                  | Brasile                                                                | Qual. Mondiali 2022                                                    | -                                                                      | 45+3’ 90+2’                                                            |
| 8-6-2021                                                               | Asunción                                                               | Paraguay                                                               | 0 – 2                                                                  | Brasile                                                                | Qual. Mondiali 2022                                                    | -                                                                      | 73’                                                                    |
| 27-6-2021                                                              | Goiânia                                                                | Brasile                                                                | 1 – 1                                                                  | Ecuador                                                                | Coppa America 2021 - 1º turno                                          | -                                                                      | 78’                                                                    |
| 5-7-2021                                                               | Rio de Janeiro                                                         | Brasile                                                                | 1 – 0                                                                  | Perù                                                                   | Coppa America 2021 - Semifinale                                        | -                                                                      | 90+2’                                                                  |
| 14-10-2021                                                             | Manaus                                                                 | Brasile                                                                | 4 – 1                                                                  | Uruguay                                                                | Qual. Mondiali 2022                                                    | -                                                                      | 71’                                                                    |
| 16-11-2023                                                             | Barranquilla                                                           | Colombia                                                               | 2 – 1                                                                  | Brasile                                                                | Qual. Mondiali 2026                                                    | -                                                                      | 82’                                                                    |
| 21-11-2023                                                             | Rio de Janeiro                                                         | Brasile                                                                | 0 – 1                                                                  | Argentina                                                              | Qual. Mondiali 2026                                                    | -                                                                      | 78’                                                                    |
| 23-3-2024                                                              | Londra                                                                 | Inghilterra                                                            | 0 – 1                                                                  | Brasile                                                                | Amichevole                                                             | -                                                                      | 79’                                                                    |
| 26-3-2024                                                              | Madrid                                                                 | Spagna                                                                 | 3 – 3                                                                  | Brasile                                                                | Amichevole                                                             | -                                                                      | 71’                                                                    |
| 8-6-2024                                                               | College Station                                                        | Messico                                                                | 2 – 3                                                                  | Brasile                                                                | Amichevole                                                             | -                                                                      | 74’                                                                    |
| 12-6-2024                                                              | Orlando                                                                | Stati Uniti                                                            | 1 – 1                                                                  | Brasile                                                                | Amichevole                                                             | -                                                                      | 46’                                                                    |
| 28-6-2024                                                              | Paradise                                                               | Paraguay                                                               | 1 – 4                                                                  | Brasile                                                                | Coppa America 2024 - 1º turno                                          | -                                                                      | 72’                                                                    |
| 2-7-2024                                                               | Santa Clara                                                            | Brasile                                                                | 1 – 1                                                                  | Colombia                                                               | Coppa America 2024 - 1º turno                                          | -                                                                      | 86’                                                                    |
| 6-7-2024                                                               | Paradise                                                               | Uruguay                                                                | 0 – 0 (4 – 2 dtr)                                                      | Brasile                                                                | Coppa America 2024 - Quarti di finale                                  | -                                                                      | 81’                                                                    |
| Totale                                                                 |                                                                        | Presenze                                                               | 18                                                                     |                                                                        | Reti                                                                   | 0                                                                      |                                                                        |

| Cronologia completa delle presenze e delle reti in nazionale ― Brasile olimpica | Cronologia completa delle presenze e delle reti in nazionale ― Brasile olimpica | Cronologia completa delle presenze e delle reti in nazionale ― Brasile olimpica | Cronologia completa delle presenze e delle reti in nazionale ― Brasile olimpica | Cronologia completa delle presenze e delle reti in nazionale ― Brasile olimpica | Cronologia completa delle presenze e delle reti in nazionale ― Brasile olimpica | Cronologia completa delle presenze e delle reti in nazionale ― Brasile olimpica | Cronologia completa delle presenze e delle reti in nazionale ― Brasile olimpica |
| Data                                                                            | Città                                                                           | In casa                                                                         | Risultato                                                                       | Ospiti                                                                          | Competizione                                                                    | Reti                                                                            | Note                                                                            |
| ------------------------------------------------------------------------------- | ------------------------------------------------------------------------------- | ------------------------------------------------------------------------------- | ------------------------------------------------------------------------------- | ------------------------------------------------------------------------------- | ------------------------------------------------------------------------------- | ------------------------------------------------------------------------------- | ------------------------------------------------------------------------------- |
| 22-7-2021                                                                       | Yokohama                                                                        | Brasile olimpica                                                                | 4 – 2                                                                           | Germania olimpica                                                               | Olimpiadi 2020 - 1º turno                                                       | -                                                                               | 83’                                                                             |
| 25-7-2021                                                                       | Yokohama                                                                        | Brasile olimpica                                                                | 0 – 0                                                                           | Costa d'Avorio olimpica                                                         | Olimpiadi 2020 - 1º turno                                                       | -                                                                               | 14’                                                                             |
| 31-7-2021                                                                       | Saitama                                                                         | Brasile olimpica                                                                | 1 – 0                                                                           | Egitto olimpica                                                                 | Olimpiadi 2020 - Quarti di finale                                               | -                                                                               |                                                                                 |
| 3-8-2021                                                                        | Kashima                                                                         | Messico olimpica                                                                | 0 – 0 dts (1 – 4 dcr)                                                           | Brasile olimpica                                                                | Olimpiadi 2020 - Semifinale                                                     | -                                                                               | 110’ 115’                                                                       |
| 7-8-2021                                                                        | Saitama                                                                         | Brasile olimpica                                                                | 2 – 1 dts                                                                       | Spagna olimpica                                                                 | Olimpiadi 2020 - Finale                                                         | -                                                                               | 89’                                                                             |
| Totale                                                                          |                                                                                 | Presenze                                                                        | 5                                                                               |                                                                                 | Reti                                                                            | 0                                                                               |                                                                                 |

## Palmarès

### Nazionale
- Torneo di Tolone: 1

2019
- Oro olimpico: 1

Tokyo 2020